# توماس مونکلت
توماس مونکلت (آلمانی: Thomas Munkelt؛ زادهٔ ۳ اوت ۱۹۵۲) دونده اهل آلمان بود.
وی در مسابقات کشوری و بین‌المللی در مجموع برندهٔ ۴ مدال طلا، ۲ مدال نقره، ۲ مدال برنز شده‌است.